# Tony Ma
Tony Ma (* 1957 in Vietnam; bürgerlich Hieu Ngoc Ma) ist ein professioneller US-amerikanischer Pokerspieler. Er ist zweifacher Braceletgewinner der World Series of Poker.

## Werdegang

### Pokererfolge
Im Jahre 1985 zog er nach Südkalifornien und begann regelmäßig Poker zu spielen. Bei der World Series of Poker gewann er 1996 in Las Vegas sein erstes Bracelet sowie 236.000 US-Dollar, als er ein Turnier in der Variante Limit Hold’em  gegen Spieler wie John Bonetti, Johnny Chan und T. J. Cloutier gewann. Sein zweites Bracelet sicherte er sich im Jahr 2000 ebenfalls im Limit Hold’em. 2005 gewann er ein Turnier des Five Star World Poker Classic im Hotel Bellagio am Las Vegas Strip mit einer Siegprämie von rund 435.000 US-Dollar sowie die California State Poker Championship in Los Angeles mit einem Hauptpreis von knapp 385.000 US-Dollar.
Vom Card Player Magazine wurde Ma 1999 mit dem Player of the Year Award ausgezeichnet. Insgesamt hat er sich mit Poker bei Live-Turnieren über 4,5 Millionen US-Dollar erspielt. Er wohnt mit seiner Frau und seinen zwei Kindern in South El Monte in Kalifornien.

### Braceletübersicht
Ma kam bei der WSOP 60-mal ins Geld und gewann zwei Bracelets:
| Jahr | Buy-in (in $) | Turnier       | Teilnehmer | Preisgeld (in $) |
| ---- | ------------- | ------------- | ---------- | ---------------- |
| 1996 | 5000          | Limit Hold’em | 118        | 236.000          |
| 2000 | 2000          | Limit Hold’em | 496        | 367.040          |